# Edrom Church

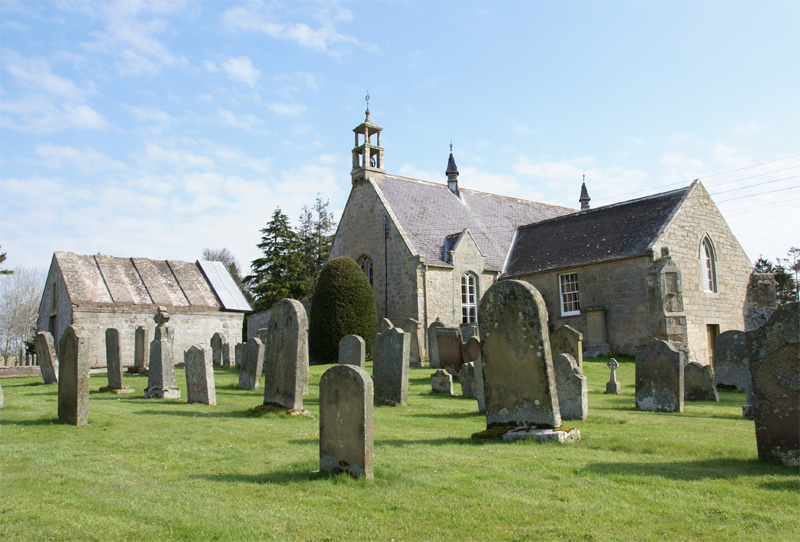
De huidige Edrom Church vanuit het zuidwesten met links het mausoleum en rechts de Blackadder Aisle

Edrom Church is het restant van een twaalfde-eeuws romaans kerkgebouw in Edrom, ruim 5,5 kilometer ten noordoosten van Duns, in de Schotse regio Scottish Borders. Enkel de oorspronkelijk toegangsboog tot de kerk is bewaard gebleven als deel van een mausoleum achter de nieuwe parochiekerk van Edrom. Deze boog staat ook bekend onder de naam Edrom Arch.

## Geschiedenis
Edrom Church, ook wel Church of the Virgin Mary (Kerk van de Maagd Maria) of Old Church of Edrom genoemd, stamt hoogstwaarschijnlijk uit de twaalfde eeuw. Het land waarop de kerk stond werd door Gospatrick, graaf van Dunbar, geschonken aan Coldingham Priory in 1130. Deze gift werd later bevestigd door David I en Alexander I. Edrom Church werd dan ook aangestuurd vanuit Coldingham Priory.
In 1732 werd Edrom Church afgebroken om plaats te maken voor een nieuwe parochiekerk. De romaanse ingang van de oude kerk werd ten westen van de nieuwe kerk opnieuw opgericht als de ingang van een mausoleum van de Logans van Edrom op de begraafplaats rond de kerk. De kapel Blackadder Aisle, die gewijd was aan de Maagd Maria en aan Johannes de Doper, in 1499 geschonken door aartsbisschop Blackadder van Glasgow, werd eveneens gespaard doordat het werd opgenomen in het zuidelijke deel van de nieuwe kerk als mausoleum. Deze kapel is herkenbaar aan de spitse steunberen. De nieuwe kerk onderging in 1886 een uitbreiding.

## Bouw
De boog bestaat uit drie lagen die elk bewerkt zijn met verschillende patronen met ornamenten die in de 21e eeuw erg verweerd zijn. Oorspronkelijk steunde de boog op een constructie van drie pilaren aan beide kanten. Bij de opbouw in 1732 werd aan elke kant één pilaar verwijderd; de derde boog steunt daardoor op de muur van het mausoleum.
De ingang is oostwaarts gericht; de ingang van de nieuwe kerk is aan de noordzijde.
De boog is lager dan het grondniveau geplaatst om de juiste verhoudingen te houden met het mausoleum. Om de hoogte van de oorspronkelijke ingang intact te laten, moet men drie treden af om door de ingang te kunnen om vervolgens weer twee treden omhoog te gaan naar het binnenste van het mausoleum.

## Beheer
De (12e-eeuwse) Edrom Church wordt beheerd door Historic Scotland.